# 킹스맨: 시크릿 에이전트
《킹스맨: 시크릿 에이전트》(영어: Kingsman: The Secret Service)는 2015년에 개봉된 미국, 영국의 첩보 액션 영화이다. 원작은 마크 밀러, 데이브 기번스의 만화 《시크릿 서비스》를 소재로 해 매슈 본이 감독, 각본을 맡았고, 제인 골드먼이 각본에 참여했다. 콜린 퍼스, 사무엘 L. 잭슨, 마크 스트롱, 태런 에저튼, 마이클 케인이 출연했다. 음악은 헨리 잭맨과 매슈 마지슨 콤비가 담당했다. 명대사로 'manners maketh man' 이 있다.

## 줄거리
1840년대부터 영국의 왕과 귀족들의 옷을 제작하던 재단사들이 '킹스맨'이라는 조직을 만든다. 그리고 제1차 세계대전에서 수많은 왕과 귀족들이 희생되자 이들은 전면에 나서 왕과 귀족들을 위해 전세계 그 어떤 정보기관도 파악할 수 없는 비밀 첩보 조직으로 발전한다. 킹스맨의 최정예 첩보요원 해리는 1997년 서남아시아에서의 작전 도중 위기를 겪으나 동료의 도움으로 구사일생 한다. 하지만 해리를 구해준 동료는 그 자리에서 죽어버렸고 이에 해리는 책임을 지고 동료의 아내에게 남편의 사망소식을 전한다. 뿐만아니라 동료가 남기고간 어린 아들에게는 도움이 필요하면 언제든 킹스맨으로 도움을 요청할 수 있는 목걸이를 쥐어준다.
17년후, 높은 아이큐와 주니어 체조대회 2년연속 우승. 머리도 좋고 전도유망한 체조선수의 꿈을 가진 에그시. 하지만 그 꿈은 엄마가 건달과 재혼해버리면서 끝났고 이후 학교중퇴와 해병대 중도포기라는 내리막길을 걷게된다. 어느날 차를 훔친죄로 경찰에 구치됐고 여차하면 실형을 선고받고 수감될 위기였다. 바로 그때, 어릴적 어떤 아저씨가 쥐어준 목걸이를 떠올렸고 목걸이에 적힌 번호를 보고 전화를 건 그는 기적적으로 경찰서에서 풀려나 해리를 만난다. 해리는 망나니로 변해버린 은인의 아들을 개과천선 시키기 위해 킹스맨 면접장으로 데려간다. 그곳엔 에그시 또래의 남녀들 여러명이 와 있었다. 모두 킹스맨 요원이 되기위한 훈련생들이었다.
이후 킹스맨 훈련교관인 멀린의 지시하에 역대 최강 난이도의 면접시험들을 거치게 되고 그 사이 어색하기만 하던 다른 이들과 하나가 된다.
하지만 곧 하나둘 탈락자가 나오기 시작했고 에그시와 에그시 또래소녀 록시만이 최후의 2인이 된다. 그런 그들에게 인간들이 모두 서로 증오하고 다툼을 벌이다 죽게 만드는 칩을 개발해 무료로 배포하려는 천재 기업가이자 악당인 리치몬드 발렌타인이 나타났고 두사람은 그와 맞서 싸운다.

## 배역
- 콜린 퍼스 - 해리 하트 / 갤러해드 역[1]
- 태런 에저튼 - 게리 "에그시" 언윈 역
- 마이클 케인 - 체스터 킹 / 아서 역
- 사무엘 L. 잭슨 - 리치몬드 발렌타인 역
- 소피아 부텔라 - 가젤 역
- 마크 스트롱 - 멀린 역
- 잭 대븐포트 - 랜슬롯 역
- 소피 쿡슨 - 록시 역
- 마크 해밀 - 제임스 아널드 교수 역[1][2]
- 서맨사 워맥 - 미첼 역
- 리처드 브레이크 - 심문자 역
- 한나 알스트룀 - 스웨덴 튈디 공주 역
- 비에른 플로베르그 - 스웨덴 수상 역